# Ciemieniucha

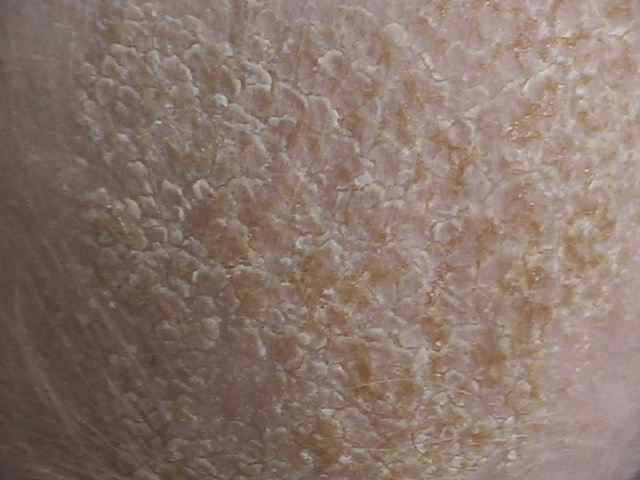
Zmiany skórne w ciemieniusze.

Ciemieniucha (łac. dermatitis seborrhoicum neonatorum) − częsta przypadłość występująca u niemowląt wkrótce po urodzeniu (ale także w okresie dziecięcym), w postaci nadmiernego złuszczania się owłosionej skóry głowy. Mogą też tworzyć się żółtawe łuski; miejsca te nie swędzą.
Ciemieniucha nie jest groźna, ale wygląda dość nieestetycznie. Jej przyczyną są przejściowe zaburzenia w pracy gruczołów łojowych, które mijają około 3. miesiąca życia. Najczęściej zwalcza się ją za pomocą codziennego mycia głowy szamponem i nacierania skóry naturalnymi olejami roślinnymi np. olejem kokosowym, oliwą z oliwek czy olejem słonecznikowym.
Do mycia głowy można używać namoczonych w wodzie otrąb, które są dobrym środkiem kojącym i zmiękczającym wrażliwą skórę.